# Citroën C6 (China)
Atención: No debe confundirse con el Citroën C6 (2005-2012)
El Citroën C6 es un automóvil de turismo del segmento E producido desde 2016 por la Dongfeng Motor Corporation gracias al joint venture con el Groupe PSA en su fábrica de Wuhan-China para ser comercializado exclusivamente para ese mercado asiático. 
Nada tiene que ver con el discontinuado en 2012 Citroën C6, ya que emplea la nueva plataforma EMP2 de PSA y se basa en las líneas de diseño del Dongfeng Fengsheng A9. Es el modelo "tope de gama" de la Dongfeng Motor Corporation.

## Historia
El Citroën C6 chino está basado en las líneas de diseño del Dongfeng Aeolus A9, una berlina exclusiva para China que fue realizada sobre la plataforma EMP2 de PSA gracias al joint venture con el Groupe PSA. El C6 es muy similar en aspecto al A9 de Dongfeng, con una parrilla cromada que se funde en apariencia con los faros, mientras que en el interior el modelo posee un cuadro de instrumentos íntegramente digital y una pantalla táctil de considerables dimensiones en el centro de la consola.
En el habitáculo hallamos tapicería de cuero tanto en los asientos como en el salpicadero que combina con detalles en símil madera. 
Sobre los motores que equipa, el C6 se ofrece con dos motores nafteros turboalimentados de 1.6 y 1.8 litros con una potencia de 165 y 200 CV respectivamente. Ambos tienen tracción delantera y caja de cambios automática de seis velocidades más retroceso.

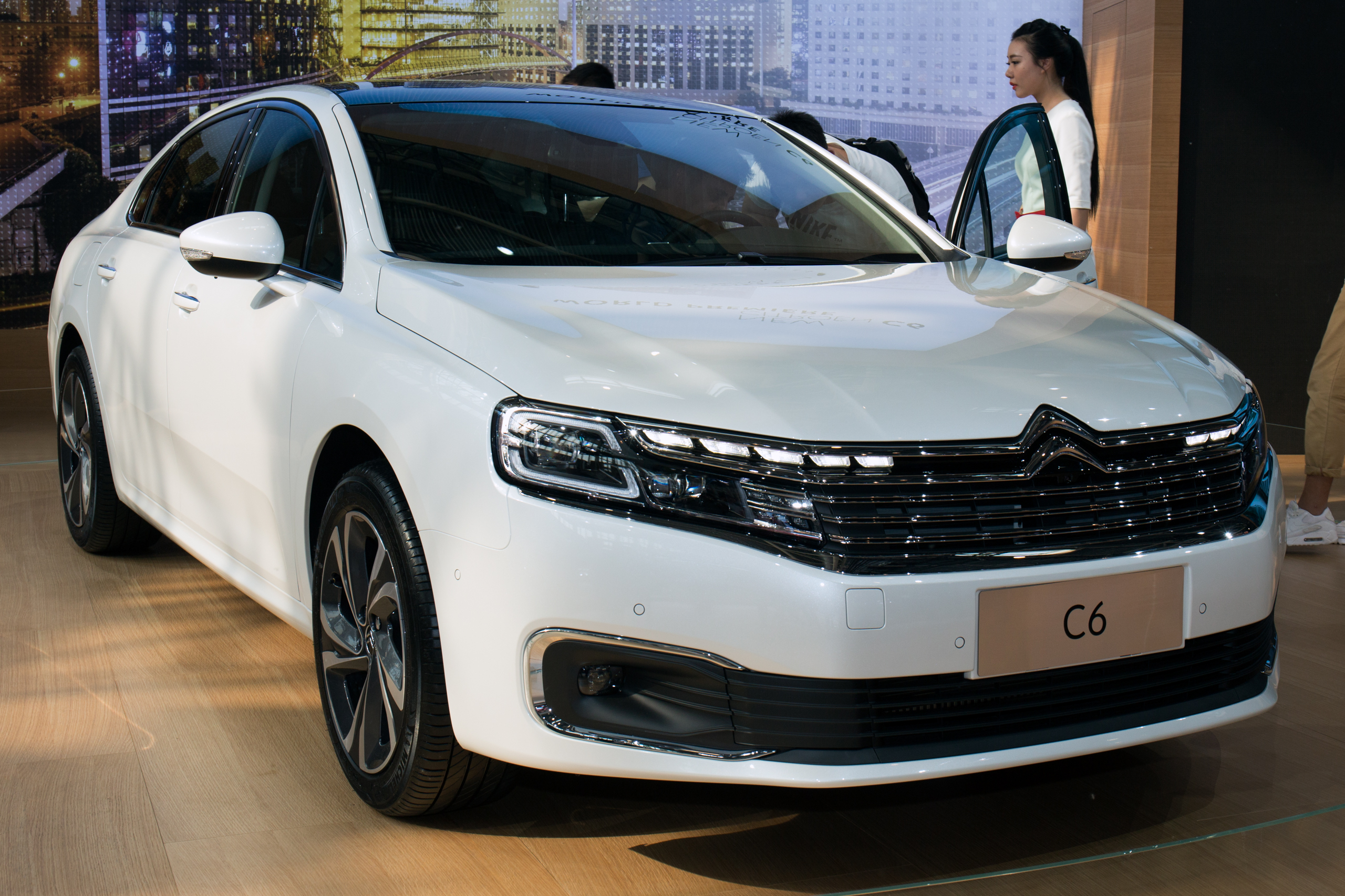
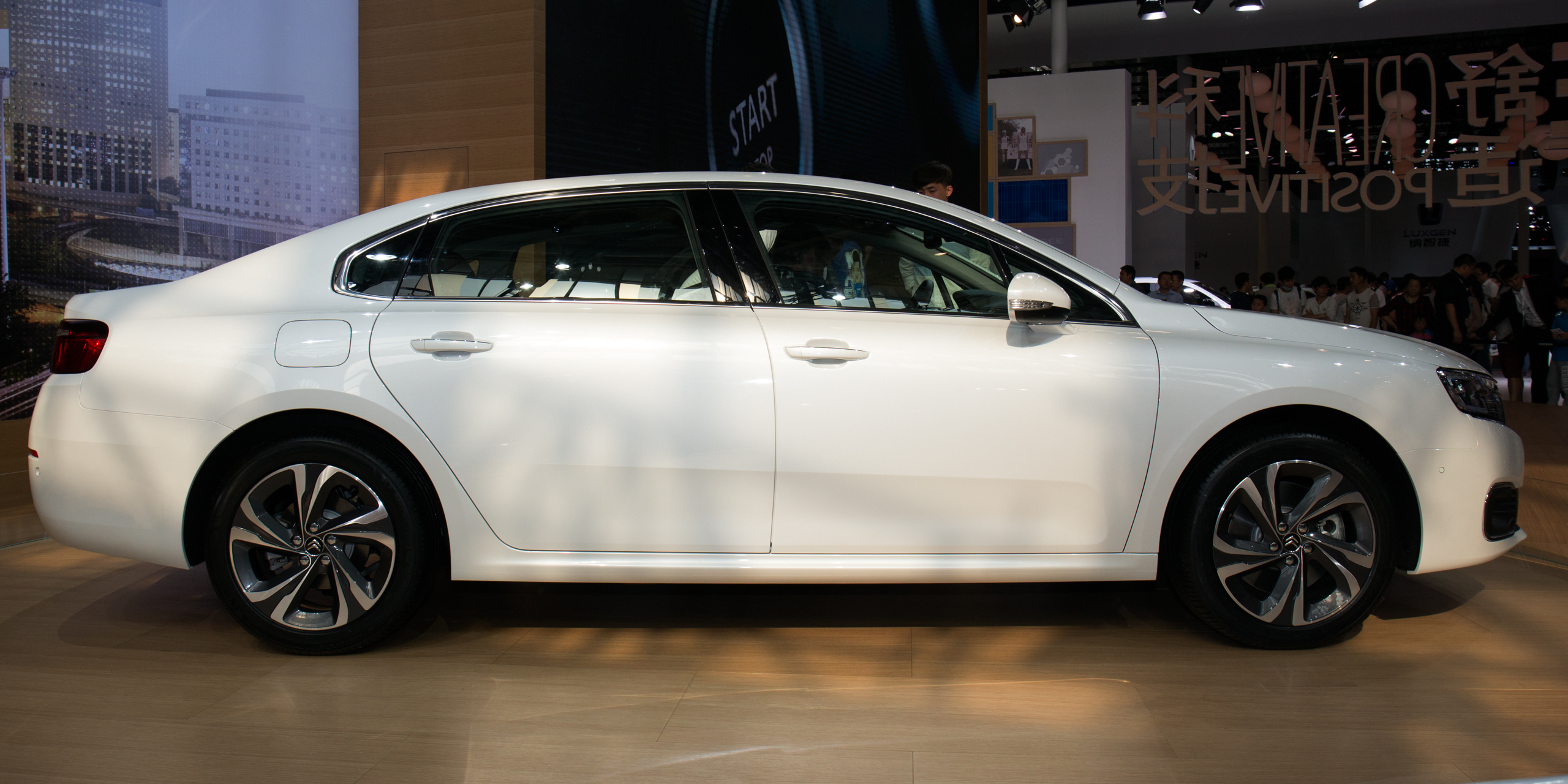
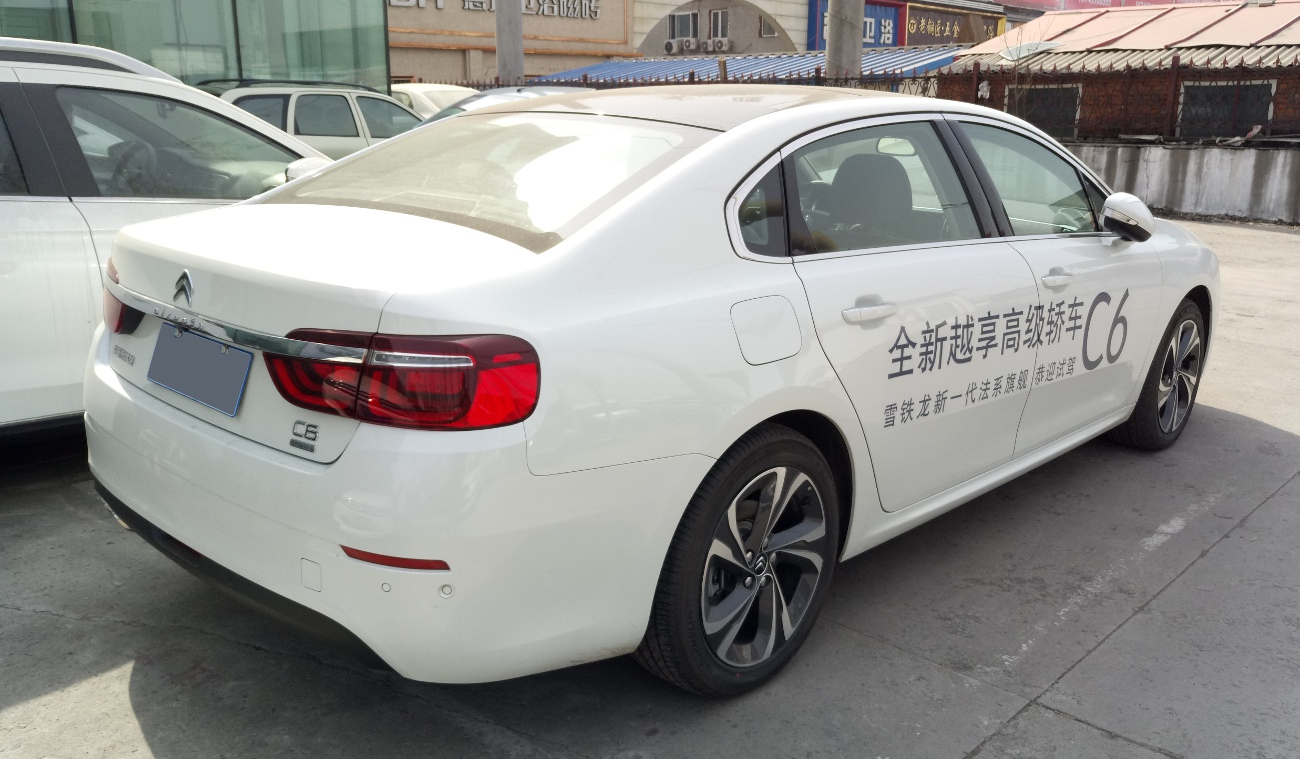

## Equipamiento
Alcanza un máximo de:
- Tapizados en piel (cuero vacuno)
- Navegador satelital integrado de 8 pulgadas
- Asientos de múltiples regulaciones
- Consolas posabrazos centrales (delantera/trasera)
- Ordenador de a bordo
- Cuadro de instrumentos íntegramente digital de 12,3 pulgadas
- Climatizador digital aurtomático (delantero y trasero)
- Cierre centralizado
- Alzacristales eléctricos (x4)
- Doble techo solar

## Ficha técnica
|                                                | 350 THP                    | 380 THP                    |
| Período de construcción                        | desde 10/2016              | desde 10/2016              |
| Datos del motor                                |                            |                            |
| Tipo de motor                                  | 4L gasolina                | 4L gasolina                |
| Cilindrada                                     | 1598 cm³                   | 1751 cm³                   |
| Potencia máxima/rpm                            | 165 cv / 6000              | 200 cv / 5500              |
| Torque máximo/rpm                              | 245 Nm / 1400–4000         | 280 Nm / 1400–4000         |
| Transmisión                                    |                            |                            |
| Tipo                                           | Tracción delantera         | Tracción delantera         |
| Estándar                                       | 6 velocidades - automática | 6 velocidades - automática |
| Suspensión tipo                                |                            |                            |
| Tipo                                           | Suspensión estándar        | Suspensión estándar        |
| Performance                                    |                            |                            |
| Velocidad máxima                               | 215 km/h                   | 235 km/h                   |
| Aceleración, 0–100 km/h                        | 9,7 s                      | 8,9 s                      |
| Consumo de combustible combinado (cada 100 km) | 6,4 l Super                | 6,6 l Super                |
| Peso                                           | 1590 kg                    | 1655 kg                    |
| Capacidad del depósito de combustible          | 70 l                       | 70 l                       |